# Aiguafreda
Aiguafreda es un municipio y localidad española de la provincia de Barcelona, en la comunidad autónoma de Cataluña. El término municipal, ubicado en la comarca de Osona, cerca del macizo del Montseny, tiene una población de 2576 habitantes (INE 2024)

## Historia
El antiguo topónimo del municipio era Ayguafreda.
En 2022 se celebró un referéndum municipal en el que hubo un apoyo mayoritario para cambiar el municipio de la comarca del Vallès Oriental a la de Osona.[cita requerida]

## Demografía
Aiguafreda cuenta con una población de 2576 habitantes (INE 2024).
| Gráfica de evolución demográfica de Aiguafreda entre 1842 y 2021 |
| |
| Población de derecho según los censos de población del INE. Población de hecho según los censos de población del INE.En estos censos se denominaba Ayguafreda: 1860, 1877, 1887, 1920, 1930, 1940, 1950, 1960 y 1970. |

- Evolución demográfica de Aiguafreda desde 1998 hasta 2006

| 1998 | 1999 | 2000 | 2001 | 2002 | 2003 | 2004 | 2005 | 2006 | 2022 |
| ---- | ---- | ---- | ---- | ---- | ---- | ---- | ---- | ---- | ---- |
| 2150 | 2162 | 2147 | 2131 | 2175 | 2206 | 2241 | 2308 | 2373 | 2552 |

## Economía
La actividad económica principal es la del turismo de segunda residencia y la industria textil.

## Administración y política
Elecciones municipales
- Resultado de las elecciones municipales del año 2023.

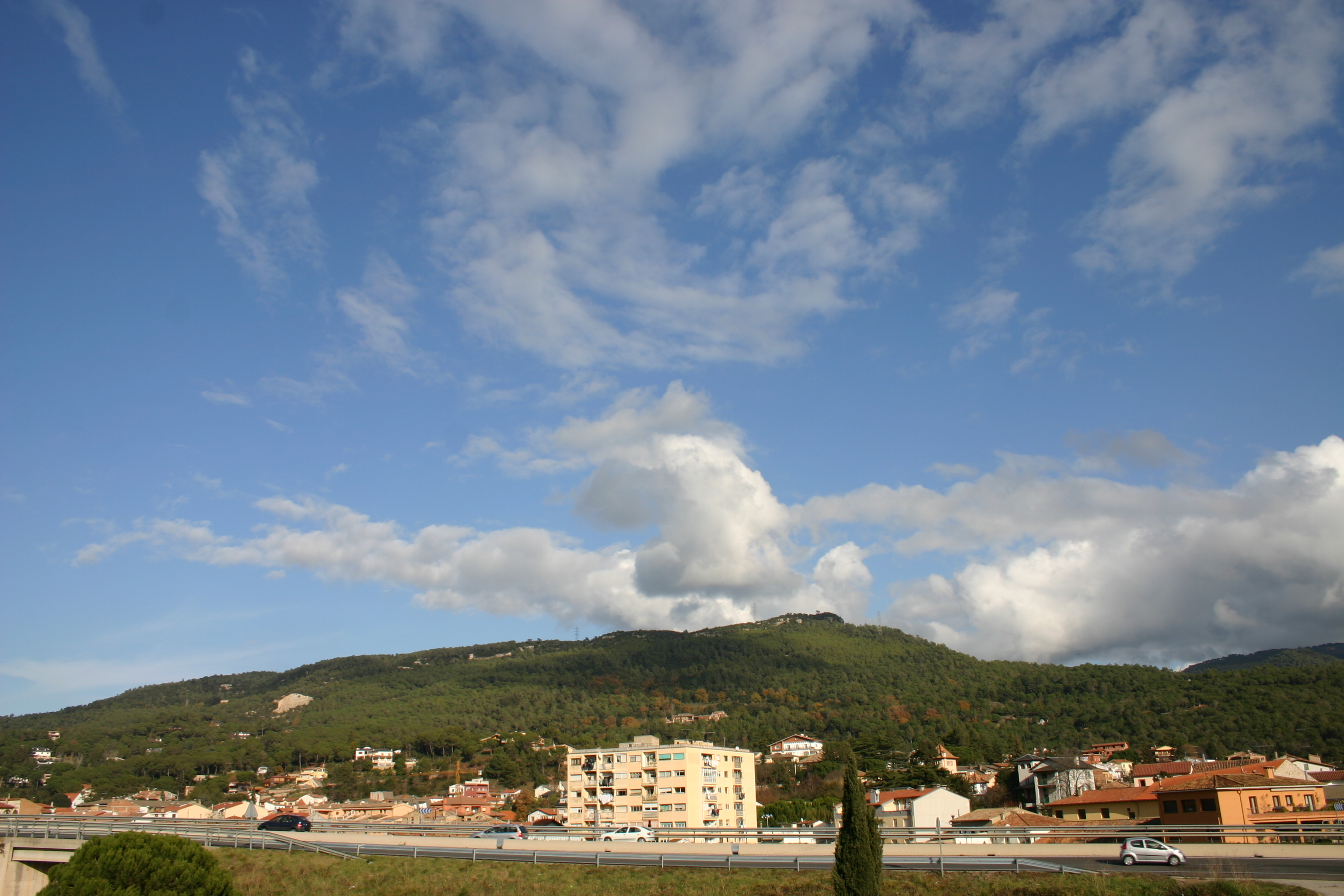
Vista desde San Martín de Centellas

- Junts: 231 votos. 6 concejales
- Esquerra: 148 votos. 4 concejales
- PP: 39 votos. 1 concejal

## Patrimonio
Cabe destacar el gran dolmen, situado dentro de la propiedad de Can Brull, y la iglesia de Ayguafreda de Dalt, fundada por la abadesa Emma, hija del conde Wifredo el Velloso. En esta se descubrieron en junio de 1972, importantes restos arqueológicos románicos.